# Program Zond

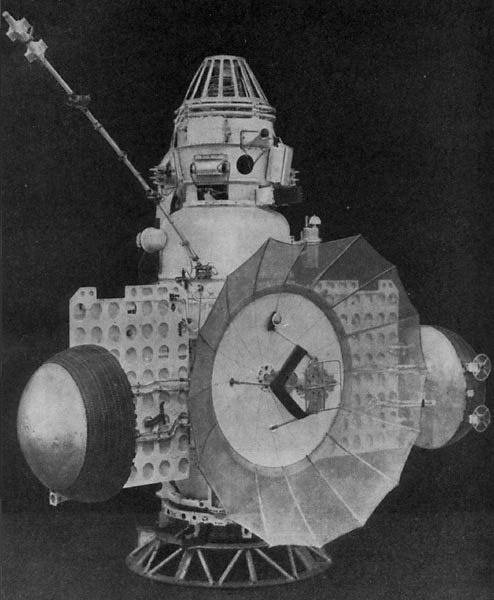
Sonda 3MW-4 (Zond 2 i 3)

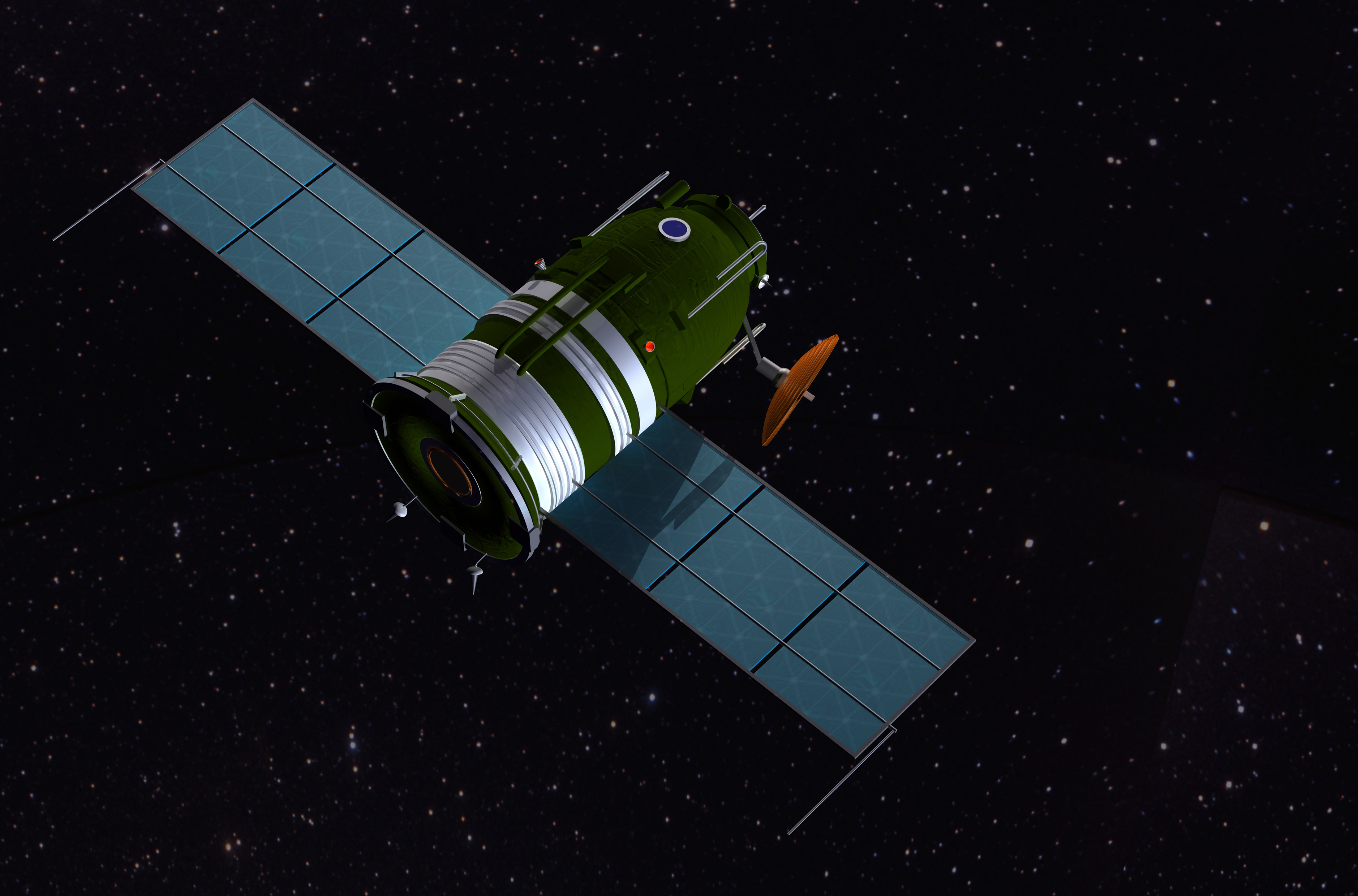
Statek typu 7KŁ1

Program Zond (ros. Зонд, pl. Sonda) – nazwa, pod którą odbywały się loty w ramach dwóch różnych programów radzieckich bezzałogowych lotów kosmicznych.
- W latach 1963–1965 w kierunku Wenus, Marsa i Księżyca wysyłane były sondy kosmiczne typu 3MW[1], które w przypadku udanego startu otrzymywały nazwę Zond. Miały one masę od 800 do 996 kg i konstrukcję analogiczną do późniejszych sond Wenera 2 i Wenera 3. Celem tego programu było skonstruowanie uniwersalnego typu sond kosmicznych przeznaczonych do badania Wenus i Marsa. Sondy wynoszone były przy użyciu rakiet nośnych typu Mołnia. Jedyną udaną misją był lot sondy Zond 3.

- W latach 1967–1970 pod nazwą Zond odbywały się próbne loty w kierunku Księżyca statków kosmicznych typu Sojuz 7K-Ł1. Miały one masę od 5140 do 5390 kg i dokonywały oblotu wokół Księżyca bez wchodzenia na jego orbitę, po czym powracały na Ziemię. Statki wynoszone były przy użyciu rakiet nośnych typu Proton. Wszystkie odbyte loty programu były bezzałogowe, planowano jednak wykonanie lotu z dwuosobową załogą. Po sukcesie amerykańskiego lotu Apollo 8 oraz z powodu nękających program awarii i katastrof zrezygnowano z przeprowadzenia lotu załogowego. Jedynymi w pełni udanymi lotami tego programu były misje Zond 7 i Zond 8.

Niektóre źródła nadają nieoficjalną nazwę Zond Ł1S testom statku Sojuz 7K-Ł1S (znanego także pod nazwą Sojuz 7K-Ł1A). Był on częścią radzieckiego programu mającego doprowadzić do lądowania człowieka na Księżycu. Sojuz 7K-Ł1S przeznaczony był do wejścia na orbitę wokółksiężycową i następnie do lotu powrotnego na Ziemię. Masa statku wynosiła około 6900 kg. Wszystkie próby startu zakończyły się katastrofami rakiet nośnych N1.

## Lista misji programu Zond
W latach 1964–1970 wystrzelono 8 statków, które otrzymały nazwę Zond. Oprócz tego, z powodu awarii rakiet nośnych, wiele statków nie otrzymało oficjalnej nazwy lub otrzymało nazwę ukrywającą ich prawdziwy program misji. W roku 1968 Zond 5 jako pierwszy statek kosmiczny wrócił na Ziemię po dokonaniu lotu wokół Księżyca.
Wszystkie daty podane są według czasu uniwersalnego (UTC). Kursywą oznaczono nieoficjalne nazwy misji zakończonych katastrofami rakiet nośnych.
- Szarożółty oznacza misje zakończone częściowym lub pełnym sukcesem.
- Jasnoszary oznacza misje zakończone niepowodzeniem.

| Nazwa               | Typ i numer seryjny | Data startu       | Opis |
| ------------------- | ------------------- | ----------------- | --- |
| Kosmos 21           | 3MW-1A No. 1        | 11 listopada 1963 | Planowany lot testowy próbnika i przelot obok Księżyca. Z powodu awarii rakiety nośnej sonda pozostała na orbicie wokółziemskiej.                                                                   |
| Wenera 1964A (Zond) | 3MW-1A No. 4A       | 19 lutego 1964    | Planowany próbnik Wenus. Awaria rakiety nośnej. |
| Kosmos 27           | 3MW-1 No. 5         | 27 marca 1964     | Planowany próbnik Wenus (lądownik). Z powodu awarii rakiety nośnej pozostał na orbicie wokółziemskiej.                                                                                              |
| Zond 1              | 3MW-1 No. 4         | 2 kwietnia 1964   | Planowany lądownik Wenus. Utrata łączności w maju 1964 roku. Sonda przeleciała 19 lipca 1964 roku w odległości 99 779 km od Wenus, nie przekazuje żadnych danych.                                   |
| Zond 2              | 3MW-4A No. 2        | 30 listopada 1964 | Planowane uderzenie w powierzchnię lub przelot obok Marsa. Utrata łączności na początku 1965 roku. Sonda przeleciała 6 sierpnia 1965 roku w odległości 1609 km od Mars, lecz nie przekazuje danych. |
| Zond 3              | 3MW-4 No. 3         | 18 lipca 1965     | Przelot 20 lipca 1965 w odległości 9220 km od powierzchni Księżyca i wykonanie serii fotografii jego odwrotnej strony. Utrzymanie łączności z sondą na odległość 153,5 mln km.                      |

Kolejne sondy typu 3MW zostały włączone do programu Wenera i otrzymały nazwy Wenera 2, Wenera 3 i Kosmos 96.
| Nazwa      | Typ i numer seryjny | Data startu          | Opis |
| ---------- | ------------------- | -------------------- | --- |
| Kosmos 146 | 7K-Ł1 No. 2P        | 10 marca 1967        | Testy statku na orbicie wokółziemskiej. Krążył wokół Ziemi przez osiem dni. W tym czasie dwukrotnie odpalono sekcję D.                                                                |
| Kosmos 154 | 7K-Ł1 No. 3P        | 8 kwietnia 1967      | Testy statku na orbicie wokółziemskiej. Tym razem wystąpiły problemy. Blok D nie odpalił wskutek awarii układu sterowania lądownika.                                                  |
| Zond 1967A | 7K-Ł1 No. 4Ł        | 27 września 1967     | Planowana próba oblotu Księżyca. Awaria pierwszego stopnia rakiety nośnej UR-500K Proton. Rakieta została zniszczona, natomiast awaryjny system ratowniczy uratował kapsułę powrotną. |
| Zond 1967B | 7K-Ł1 No. 5Ł        | 22 listopada 1967    | Planowana próba oblotu Księżyca. Awaria rakiety nośnej. Zepsuł się jeden z czterech silników drugiego stopnia. Niezrównoważony ciąg doprowadził do niepowodzenia misji.               |
| Zond 4     | 7K-Ł1 No. 6Ł        | 2 marca 1968         | Lot testowy statku typu Sojuza 7K-Ł1 na orbicie eliptycznej przeciwstawnej do faktycznej pozycji Księżyca. Zniszczony podczas powrotu na Ziemię.                                      |
| Zond 1968A | 7K-Ł1 No. 7Ł        | 22 kwietnia 1968     | Planowana próba oblotu Księżyca. Awaria rakiety nośnej. |
| -          | 7K-Ł1 No. 8Ł        | 14 lipca 1968        | Eksplozja górnego stopnia rakiety nośnej na wyrzutni podczas przygotowań przedstartowych.                                                                                             |
| Zond 5     | 7K-Ł1 No. 9Ł        | 14 września 1968     | Oblot Księżyca 18 września 1968 i powrót na Ziemię 21 września 1968. |
| Zond 6     | 7K-Ł1 No. 12Ł       | 10 listopada 1968    | Oblot Księżyca 14 listopada 1968 i powrót na Ziemię 17 listopada 1968. Kapsuła uległa zniszczeniu podczas lądowania.                                                                  |
| Zond 1969A | 7K-Ł1 No. 13Ł       | 20 stycznia 1969     | Planowana próba oblotu Księżyca. Awaria rakiety nośnej. |
| Zond 7     | 7K-Ł1 No. 11Ł       | 7 sierpnia 1969      | Oblot Księżyca 11 sierpnia 1969 i powrót na Ziemię 14 sierpnia 1969. |
| Zond 8     | 7K-Ł1 No. 14Ł       | 20 października 1970 | Oblot Księżyca 24 października 1970 i powrót na Ziemię 27 października 1970. |

Planowane po misji Zond 8 loty statków 7K-Ł1 No. 10Ł i 7K-Ł1 No. 15Ł zostały odwołane.
| Nazwa      | Typ i numer seryjny | Data startu    | Opis |
| ---------- | ------------------- | -------------- | --- |
| Zond Ł1S-1 | 7K-Ł1S              | 21 lutego 1969 | Pierwsza próba startu rakiety N1 ze statkiem typu Sojuz 7K-Ł1S. Planowany sztuczny satelita Księżyca i powrót na Ziemię. Awaria rakiety nośnej. |
| Zond Ł1S-2 | 7K-Ł1S              | 3 lipca 1969   | Próba startu rakiety N1 ze statkiem typu Sojuz 7K-Ł1S. Planowany sztuczny satelita Księżyca i powrót na Ziemię. Awaria rakiety nośnej.          |